# Gentoftegade 9
Palæet Wessels Minde (Theodor Wessels Minde) beliggende på Gentoftegade 9 i Gentofte er tegnet af den danske arkitekt Axel Berg og blev efter opførsel præmieret af Gentofte Kommune for sin arkitektur.[kilde mangler]
Ejendommen blev oprindeligt opført som en stiftelse af Theodor Wessels enke i 1911 under navnet "Th. Wessels Minde". Formålet med stiftelsen var at tilbyde bolig til "'ældre Damer, hvis Kaar ikke svarer til deres Opdragelse eller tidligere Livsvilkår.'", og der var plads til 10 beboere. Ejendommen forblev i denne funktion indtil 1969, hvor den blev solgt, og stiftelsen blev omdannet til et pengelegat, som i 1977 indgik i "Fælleslegat for værdigt trængende i Gentofte Sogn".
I dag er ejendommen opdelt i fire ejerboliger.
| - Fotografi fra dengang ejendommen fungerede som kvindehjem - Ejendommen som den tager sig ud 2020 - Arkitekten Axel Berg bag Wessels Minde |